# Pleromella opter
Pleromella opter là một loài bướm đêm trong họ Noctuidae.